# 河南医科大学
河南医科大学前身是1928年在开封成立的河南大学医科，后改名河南大学医学院。1952年在院校调整中单独组建河南医学院。1957年迁至郑州，1981年获得博士学位授予权，为河南省首例。1984年更名为河南医科大学，是以医学为主的省属重点高等医科院校。
2000年河医大同郑州大学、郑州工业大学合并成新的郑州大学。河医大成为郑州大学医学院系。并入选国家211工程序列。2018年，郑州大学为更好推动临床医学一流学科建设，设立郑州大学医学院，负责管理各教学院系及临床医院。同时单独设立郑州大学医学科学院，负责医学研究工作。
作为郑州大学每年高考录取分数最高的专业，郑州大学医学一直被认为是学校的王牌学科。同时郑大医学拥有郑州大学唯一的国家重点实验室：省部共建食管癌防治国家重点实验室，2019年11月由科技部和河南省人民政府共建运行。在食管癌治疗研究方面居于全国前列。